# 馬場典子 (サッカー選手)
馬場 典子（ばば のりこ、1977年5月4日 - ）は、東京都出身の元女子サッカー選手。元サッカー日本女子代表。現役時代のポジションはディフェンダー。

## 来歴
1994年から2006年まで日テレ・ベレーザでプレー。サッカー日本女子代表では、2001年8月3日、韓国代表との試合でデビューした。2002年まで通算で5試合に出場した。

## 代表歴
- 2001年8月3日 - 日本女子代表初出場 -  韓国戦 (極東4ヶ国対抗戦、韓国)

### 試合数
| 日本代表 | 国際Aマッチ | 国際Aマッチ |
| 年       | 出場        | 得点        |
| -------- | ----------- | ----------- |
| 2001     | 4           | 0           |
| 2002     | 1           | 0           |
| 通算     | 5           | 0           |

- 出典: なでしこジャパン（日本女子代表）試合別出場記録[2]

### 出場
| # | 開催日         | 開催地   | 会場 | 相手     | 結果 | 監督     | 大会            |
| - | -------------- | -------- | ---- | -------- | ---- | -------- | --------------- |
| 1 | 2001年08月03日 | 蔚山     |      | 韓国     | △1-1 | 池田司信 | 極東4ヶ国対抗戦 |
| 2 | 2001年08月08日 | 水原     |      | ブラジル | △1-1 | 池田司信 | 極東4ヶ国対抗戦 |
| 3 | 2001年09月07日 | シカゴ   |      | ドイツ   | ●0-1 | 池田司信 | ナイキカップ    |
| 4 | 2001年09月09日 | シカゴ   |      | 中国     | ●0-3 | 池田司信 | ナイキカップ    |
| 5 | 2002年04月03日 | ポワチエ |      | フランス | ●0-1 | 池田司信 | 4ヶ国対抗戦     |